# Зона 51
„Зона 51“ (на английски: Area 51) е американски свръхсекретен военен тренировъчен полигон, разположен в местността Грум Лейк (Groom Lake) между градчетата Аламо и Рейчъл в южна Невада, на около 145 km (90 мили) от Лас Вегас.
Намира се в 51-ви квадрант на военновъздушната база „Нелис“, от където и името „Зона 51“. Сред основните дейности в зоната са проектиране, създаване на нови летателни апарати и пробни полети с тях, както и изучаване на чужди военни самолети, хеликоптери и оръжия. Там също са тествани силни експлозиви включително и ядрени оръжия.
Базата е обявена за забранена зона и всички коли, които пътуват в близост, биват зорко наблюдавани от военни постове по хълмовете. В района са монтирани множество камери и геосензори. Съществуват пътни знаци, които предупреждават, че фотографирането е забранено и използването на смъртоносно оръжие е разрешено по силата на акт от 1950 година за вътрешната сигурност (1950 McCarran Internal Security Act). По-късно се въвежда и забрана за дронове.
Път 375 в района се нарича „Извънземна магистрала“ (Extraterrestrial Highway). В периода от 1957 до 1968 година тук са проведени поне 4 документирани ядрени опита.
По-голямата част от хората, които работят в зоната, пътуват до работа и обратно с чартърен самолет, наречен Джанет от Лас Вегас. Поради строгата секретност, нищо не може да напусне района – нито боклук, нито поща, нито хора. Единственото, което понякога живеещите в района или преминаващи туристи наблюдават, са светлините през нощта или необичайни летящи обекти. Дълго време американското правителство отрича съществуването на Зона 51, до момента когато снимки на базата от руски шпионски самолет стават публични. Поради пазенето в тайна на всички дейности в базата, постепенно възникват различни конспиративни теории. Най-популярната от тях е, че правителството изучава катастрофирали извънземни космически кораби и други НЛО, както и извънземни същества. Последните разсекретени документи обаче показват, че там е имало самолети с чудновати форми, но не е имало летящи чинии. Според някои на това място има тела на катастрофирали извънземни от инцидента в Розуел. Водени са дела срещу дейността на базата заради изгарянето на силно токсични вещества, които водят и до смърт на някои от работниците там. Предполага се, че постройките на повърхността са само прикритие на секретна дейност под земята. Една от установките, наречена Тест на напречното радарно сечение за стелт самолети (RCS), все пак бива разкрита.
Базата може да бъде видяна от сателитните снимки на Google. Военните обаче са запознати с възможностите на сателитите и не се очакват снимки на подозрителна дейност извън хангарите. През годините базата се е разраснала многократно, а някои стари постройки са променени. През 2007 и 2014 г. се появяват още два нови хангара, достатъчно големи да поберат голям самолет.

## Фотогалерия
- Предупредителна табела около зоната. Текстът забранява влизането и снимането и предупреждава, че е разрешено използването на смъртоносна сила срещу нарушителите.
- Задната охранителна порта в Зона 51
- SR-71 – най-известният и най-бързият за времето си боен самолет, разработен и тестван над Зона 51
- Път 375, „Извънземната магистрала“
- Установката за тестване на напречното радарно сечение на секретните прототипни самолети (RCS)
- Предупредителна табела